# Jiga (socken i Kina, Sichuan)
Jiga (kinesiska: 吉呷, 吉呷乡) är en socken i Kina. Den ligger i provinsen Sichuan, i den sydvästra delen av landet, omkring 460 kilometer sydväst om provinshuvudstaden Chengdu. Antalet invånare är 1442. Befolkningen består av 737 kvinnor och 705 män. Barn under 15 år utgör 22,0 %, vuxna 15-64 år 70 %, och äldre över 65 år 7,0 %.
Genomsnittlig årsnederbörd är 791 millimeter. Den regnigaste månaden är juli, med i genomsnitt 248 mm nederbörd, och den torraste är november, med 1 mm nederbörd.